# Авдет (газета)
«Авдет» (крим. avdet — повернення) — сучасна соціально-політично-культурна двомовна (кримськотатарсько—російська) газета, що виходить з 15 липня 1990 року. Перше незалежне видання кримською мовою з часу виселення кримських татар до Середньої Азії.
Газета належить до Організації кримськотатарського національного руху (ОКНР), автор назви — Мустафа Джемілєв. Перша редакція перебувала в Бахчисараї: спершу в приватному будинку Сервера Карімова, пізніше в домі Ільми Умерова. Перші номери друкували в Ризі, куди їх відвозив кур'єр А. Сулейманов. Згодом, газету почали друкувати в Бахчисарайській типографії. Потім редакція переїхала до Сімферополя і розмістилася в приміщенні Меджлісу.
Спочатку газета видавалася двічі на місяць, потім — що два тижні, а згодом стала щотижневою. Друковане видання вживає кримськотатарську кирилицю, а офіційний сайт — латинку.
Своєю головною метою газета проголосила питання збереження ідентичності, духовності, ідеології кримських татар, а також інші актуальні для цього народу питання . Видання також розглядало проблеми відновлення державності кримських татар, містило історико-народознавчі розвідки .
Засновник — Ільмі Умеров. Редактори: Р. Джелілєв, М. Джемілєв, Р. Люманов, З. Керімова, М. Умєрова, Л. Бурджурова, Е. Каролієв, Г. Курталієва, Е. Іслямов, Л. Фазилов, А. Терлєкчієва.
Після анексії Криму газета не пройшла російську реєстрацію як ЗМІ  та втратила своє приміщення в будівлі БО «Фонду Крим» у Сімферополі , куди редакція перемістилася після арешту Центрального офісу Меджлісу кримськотатарського народу у вересні 2014 року . Проте газета продовжила виходити завдяки зменшенню тиражу до 999 примірників, оскільки згідно російського законодавства газети з тиражем до 1 тисячі примірників можуть видаватися без реєстрації  . Паперова версія газети поширюється серед обмеженого кола передплатників та не має роздрібного продажу . Основний акцент редакція робить на оновлення сайту та сторінку газети у соцмережі фейсбук .